# Aéroport international du Cibao
L'Aéroport international du Cibao (en espagnol : Aeropuerto Internacional del Cibao, code IATA : STI • code OACI : MDST), est un aéroport international situé à Santiago de los Caballeros, la deuxième ville de République dominicaine. Son terminal moderne est muni des équipements aéroportuaires parmi les plus avancés du pays. Il est fréquenté principalement par des ressortissants dominicains résidant aux États-Unis, à Cuba, aux Îles Turques-et-Caïques, à Porto Rico et au Panama. C'est le troisième aéroport de République Dominicaine par la circulation de passager. 

## Histoire
L'historique de la construction de l'aéroport débute en 1969. La Société d'Aéroport internationale Cibao a été créée le 29 mars 1978 avec la coopération de Berme de José Armando ú dez (le président), Victor Espaillat, Manuel Arsenio Ureña, Dr José Augusto Imbert, Mario Cáceres et Ing. Carlos S. Fondeur, qui a acquis le terrain nécessaire de construire le nouvel aéroport. La construction de l'aéroport a commencé en février 15, 2000 et a été finie en 2002. L'aéroport a été inauguré le mars 18, 2002 avec deux vols directs à San Juan fait marcher par l'Aigle américain le mai de 2002 Aeromar Lineas Aereas Dominicanas a fait le premier vol direct de Santiago au territoire continental les États-Unis de l'Aéroport de JFK à New York. Plus tard ce mois American Airlines et Compagnies aériennes Nord-américaines ont commencé des vols directs à New York, Miami et San Juan. Il y a quelques mois plus tard le Continental Airlines ont commencé des vols directs de Newark. C'a été suivi par le service direct par le JetBlue Airways et la Delta Air Lines, tous les deux de New York. 

### Statistiques 2006
En 2006 l'Aéroport de Cibao a reçu plus de 15 700 vols et plus de 987 850 passagers. L'opérateur de l'Aéroport a dit que chaque année cet Aéroport dépasse les prévisions d'arrivées/départs d'avions et de mouvements passagers affichées en début d'année. Cette année, 2007, le statut d'activités surpassera le million de passagers ayant utilisé cet Aéroport avec plus de 17 000 arrivées et départs d'avions. Le statut augmenté de cet aéroport est avec un différence de 512 150 passagers et 2 000 arrivées et départs en 2006 et 2007.

## Situation
| Barahona Constanza La Romana Pedernales Monte Cristi Punta · Cana Samaná · A. Barril Samaná · El Catey Puerto Plata Santiago Saint-D. · Las Américas Saint-D. · La Isabela |

## Statistiques
Pour des raisons techniques, il est temporairement impossible d'afficher le graphique qui aurait dû être présenté ici.

Voir la requête brute et les sources sur Wikidata.

## Compagnies et destinations
| Compagnies             | Destinations                                           |
| ---------------------- | ------------------------------------------------------ |
| Air Century            | En saison : San Juan - Luis-Muñoz-Marín                |
| American Airlines      | Miami                                                  |
| Caicos Express Airways | Providenciales                                         |
| Copa Airlines          | Panama-Tocumen                                         |
| Delta Air Lines        | New York-John F. Kennedy                               |
| Frontier Airlines      | Newark-Liberty                                         |
| InterCaribbean Airways | Providenciales                                         |
| JetBlue                | Boston Logan, Newark-Liberty, New York-John F. Kennedy |
| Seaborne Airlines      | San Juan - Luis-Muñoz-Marín                            |
| Spirit Airlines        | Fort Lauderdale-Hollywood                              |
| United Airlines        | Newark-Liberty                                         |

Édité le 09/09/2020

## Équipements

### La Piste d'envol et d'atterrissage 11/29
La longueur de piste d'envol et d'atterrissage est 2,620 m, qui peuvent soutenir tous les types d'avions de ligne passagers. Les opérateurs de l'aéroport discutent l'expansion de la piste d'envol et d'atterrissage pour permettre le plus grand avion comme un Boeing 747 pour de longs vols de saisie de l'Europe. 
La piste d'envol et d'atterrissage 11/29 est un du deux la plupart des pistes d'envol et d'atterrissage modernes dans le pays; il est fourni d'un ILS (le Système de Palier d'Instrument) pour les deux directions de la piste d'envol et d'atterrissage. Cibao l'Aéroport international et les Amériques Las l'Aéroport international sont les deux seuls aéroports dans le pays équipé avec ce système.

### Taxiways
Le taxiway se compose de deux sorties e-1 et e-2; e-1 est trouvé sur le côté ouest de Piste d'envol et d'atterrissage 11/29, à côté de la direction 11 de cette piste d'envol et d'atterrissage. E-2 est trouvé dans le côté est de la piste d'envol et d'atterrissage, à côté de la direction 29 de la piste d'envol et d'atterrissage.

## Organisation

### Le Terminus international
Le terminus principal de l'aéroport (les vols internationaux) ont six portes (B1-B6). Trois de ces portes fournissent des docks de boarding (B4-B6). Il est trouvé entre le terminus domestique et le terminus de chargement. Il a tout l'équipement d'un aéroport moderne. L'expansion future de cet aéroport est discutée qui inclurait des portes supplémentaires et un bagage manipulant des régions aussi bien que développant le taxiway.